# 沢田美紀 ファースト
『沢田美紀 ファースト』（さわだみき ファースト）は、2007年10月4日に発売された沢田美紀の1stオリジナルアルバム。

## 概要
- デビューシングル「風のことづて」を除いて、沢田がシングルとして先行発売した「タイムマシンの恋人」、「歌姫」、「いつか赤いチューリップ」、「知りつくされて」が収録されている。
- 沢田が幼い頃から聞いていた、テレサ・テンの「愛人」、「つぐない」、沢田がレコード会社・徳間ジャパンコミュニケーションズのオーディションを受けた際に歌唱した、夏川りみ、森山良子、BEGINの「涙そうそう」のカバーも収録されている。
- 本作に収録された「天国からの約束」は、シングルカットを望む声が殺到し、翌2008年4月2日にシングル版が発売された。

## 収録曲
1. タイムマシンの恋人
2. 東京の夢
3. 心の近くで
4. 花
5. 歌姫
6. 3分間のメモリー
7. 愛人
8. いつか赤いチューリップ
9. この空があなたのものなら
10. つぐない
11. 天国からの約束
12. 涙そうそう
13. 知りつくされて
14. 薔薇のように躍らせて
15. 天国からの約束（カラオケ）